# Attack!!
„Attack!!“ е албум на китариста Ингви Малмстийн, издаден през 2002 г. Това е първият албум на Малмстийн с бившия вокал на „Рейнбоу“ шотландеца Дуги Уайт и известният кийбордист Дерек Шериниън (Алис Купър, Дрийм Тиътър, Планет Х).

### Американска версия
1. „Razor Eater“ – 3:27
2. „Rise Up“ – 4:33
3. „Valley of the Kings“ – 5:43
4. „Ship of Fools“ – 4:16
5. „Attack“ – 4:25
6. „Baroque 'n Roll“ – 5:56 (инструментал)
7. „Stronghold“ – 4:17
8. „Mad Dog“ – 3:24
9. „In the Name of God“ – 3:36
10. „Freedom Isn't Free“ – 4:07
11. „Majestic Blue“ – 6:03 (инструментал)
12. „Valhalla“ – 6:44
13. „Ironclad“ – 4:58
14. „Air“ – 2:36 (инструментал) (Малмстийн, Йохан Себастиан Бах)
15. „Battlefield“ – 3:26 (бонус песен)
16. „Dreaming“ – 9:17 (на живо) (Джо Лин Търнър, Малмстийн) (бонус песен)

### Японска/корейска версия
1. „Razor Eater“ – 3:27
2. „Rise Up“ – 4:33
3. „Valley of the Kings“ – 5:44
4. „Ship of Fools“ – 4:16
5. „Attack!!“ – 4:25
6. „Baroque 'n Roll“ – 5:56 (инструментал)
7. „Stronghold“ – 4:17
8. „Mad Dog“ – 3:24
9. „In the Name of God“ – 3:38
10. „Freedom Isn't Free“ – 4:08
11. „Majestic Blue“ – 6:03 (инструментал)
12. „Valhalla“ – 6:44
13. „Touch The Sky“ – 5:02
14. „Iron Clad“ – 4:58
15. „Air“ – 2:35 (инструментал) (Малмстийн, Бах)
16. „Nobody's Fool“ – 3:42 (бонус песен)

## Състав
- Ингви Малмстийн – всички китари, клавишни, бас и вокал на „Freedom Isn't Free“
- Дуги Уайт – вокал
- Дерек Шериниън – клавишни
- Патрик Юхансон – барабани